# 사샤 일리치 (1970년)
사샤 일리치(영어: Saša Ilić, 1970년 9월 5일 ~ )는 마케도니아 출신의 전 축구 선수이다. K리그에서 등록명은 일리치를 사용하였으며 골키퍼로 활약하였다. 대우 로얄즈 (현 부산 아이파크)에 1995년 입단하여 1995 시즌-1997 시즌 세 시즌 동안 시즌 통산 74경기 88실점 (정규리그 49경기-61실점 / 리그컵 25경기-27실점)의 기록을 하였다.